# Río Qian
El río Qian  (en chino tradicional, 黔江; pinyin, Qián Jiāng) se refiere a una corta sección (122 km) del sistema del río Xi y, por tanto, del gran sistema del río de las Perlas en Guangxi, China. Se forma por la confluencia del río Liu y el río Hongshui, más grande, al este de Laibin; luego fluye hacia el sureste a través de Wuxuan. En Guiping se le une el Yu Jiang, que llega desde más al sur, para formar la rama Xun del sistema del Xi. 
El río Qian, en la mayor parte de su longitud, serpentea entre las montañas Dayao y Lianhua, antes de ingresar al valle justo debajo de la montaña Xishan al oeste de Guiping.